# 南桂路駅
南桂路駅（なんけいろ-えき）は、中華人民共和国広東省仏山市南海区桂城街道桂瀾路と南桂東路と桂平路の間にある、仏山地下鉄1号線の駅である。1号線と6号線の乗換駅になる予定である。

## 駅構造
- 島式ホーム1面2線の地下駅。ホームドア設置駅。

## 歴史
- 2010年11月3日 - 開業。

## 隣の駅
仏山地下鉄
■1号線
桂城駅 - 南桂路駅 - 𧒽崗駅